# Henri Joly
Henri Joly, född 10 december 1839, död 12 juni 1925, var en fransk filosof och sociolog.

## Verk
Joly skrev arbeten inom många områden: psykologi, filosofi, kriminologi, religion, kristen socialism, m.m. Under sin livstid var han mest känd för sina bidrag till kriminologin. Han arbetade för övrigt aktivt mot ateism.